# Кривко, Иван Анатольевич
Иван Анатольевич Кривко (род. 27 июля 1984, Самарское, Казахская ССР, СССР) — российский бывший профессиональный баскетболист, выступал на позиции атакующего защитника.

## Карьера
Иван Кривко родился в селе Самарское, недалеко от города Усть-Каменогорск. Через некоторое время семья переехала в Усть-Каменогорск. Несмотря на то, что весь город болел хоккеем, Иван выбрал баскетбол. Воспитанник молодёжной команды ЦСКА. Первый тренер — Шатковская Наталья Александровна. По окончании спортшколы подписал контракт с тульским «Арсеналом».
В сезоне 2004/2005 в составе «Химки-2» стал бронзовым призёром Суперлиги Б, а в сезоне 2009/2010, выступая за «Нижний Новгород», стал победителем турнира.

## Достижения
- Чемпион Суперлиги Б: 2009/2010
- Бронзовый призёр Суперлиги Б: 2004/2005

## Статистика
| Сезон | Команда  | Лига                 | GP | GS | MPG  | FG%  | 3P%  | FT%  | RPG | APG | SPG | BPG | PFL | TOV | PPG |
| --- | -------- | -------------------- | -- | -- | ---- | ---- | ---- | ---- | --- | --- | --- | --- | --- | --- | --- |
| 2012/13 | Кашпагай | Чемпионат Казахстана | 15 | 13 | 26,1 | 38,0 | 27,9 | 61,4 | 3,3 | 1,3 | 0,7 | 0,0 | 1,8 | 2,1 | 9,8 |
| 2013/14 | Кашпагай | Чемпионат Казахстана | 16 | 9  | 19,8 | 31,5 | 23,3 | 62,5 | 2,6 | 1,1 | 0,9 | 0,0 | 1,9 | 1,8 | 7,4 |
| Всего | Всего    | Всего                | 31 | 22 | 22,9 | 35,0 | 25,6 | 62,0 | 2,9 | 1,2 | 0,8 | 0,0 | 1,9 | 1,9 | 8,5 |
| Наведите курсор мыши на аббревиатуры в заголовке таблицы, чтобы прочесть их расшифровку Статистика приведена с сайта basketball.realgm.com |          |                      |    |    |      |      |      |      |     |     |     |     |     |     |     |